# Mabanza-Angungu
Mabanza-Angungu (em francês: Mbanza-Ngungu) é uma cidade e território na província do Congo Central, no oeste da República Democrática do Congo, situada em um pequeno ramal do Caminho de Ferro Matadi—Quinxassa. Em 2012 tinha uma população de 101.336 habitantes.

## Histórico
A cidade era conhecida como Sona-Congo até 1904. Desta data até a zairização em 1971, seu nome foi Thysville ou Thysstad, em homenagem ao empresário belga Albert Thys.
Foi principalmente em Mabanza-Angungu (mas também em Quinxassa) que, em 5 de julho de 1960, soldados da guarnição de Camp Hardy-Thysville da Força Pública nacional, o exército da recém-independente do Congo-Quinxassa, amotinaram-se contra seus oficiais brancos. O primeiro-ministro Patrice Lumumba foi temporariamente preso na cidade antes de ser transferido por agentes belgas para Lubumbashi na província separatista de Catanga. A revolta rapidamente se espalhou por todo o país, causando tremenda desordem, culminando no assassinato de Patrice Lumumba e dando início à Crise do Congo.
Em junho de 2013, a localidade obteve o estatuto de cidade, composta por duas comunas: Angungu e Noqui.

## Economia
Com uma economia turística, a atividade se concentra em turismo espeleísta nas Cavernas de Thysville, que abrigam a espécie endêmica do barbo cego do Congo, um raro peixe de caverna. Uma das muitas cavernas também abriga um cemitério onde está enterrado um rei nativo, Mdombolozi Finzolwa, nascido em 1684.
Outra atividade que gera relativa massa salarial e de renda em Mabanza-Angungu são as guarnições das Forças Armadas da República Democrática do Congo (FARDC), algumas das maiores unidades militares do país. Particularmente está na cidade a 1ª Brigada Blindada, uma unidade de elite das Forças Terrestres da República Democrática do Congo.
A outra indústria relevante na cidade é a de metalurgia e de oficinas ferroviárias da Sociedade Comercial dos Transportes e dos Portos (SCTP), que gere o Caminho de Ferro Matadi—Quinxassa.
A cidade é atualmente a sede principal da Universidade do Congo, uma universidade comunitária.